# Apollo Beach
Apollo Beach est une census-designated place située dans le comté de Hillsborough, dans l’État de Floride, aux États-Unis.
Apollo Beach n’est pas incorporée.

## Démographie
| 1970  | 1980  | 1990  | 2000  | 2010   | - |
| ----- | ----- | ----- | ----- | ------ | - |
| 1 042 | 4 014 | 6 025 | 7 444 | 14 055 | - |

Sa population s’élevait à 14 055 habitants lors du recensement de 2010.

## Source
- (en) Cet article est partiellement ou en totalité issu de l’article de Wikipédia en anglais intitulé « Apollo Beach, Florida » (voir la liste des auteurs).